# Kheireddine Boukhiar
Kheireddine Boukhiar (en arabe : خير الدين بوخيار) est un footballeur algérien né le 28 août 1987 à Tlemcen. Il évoluait au poste d'arrière gauche.

## Biographie
Il évolue en première division algérienne avec son club formateur, le WA Tlemcen, l'AS Khroub et le RC Arbaâ. Il dispute 71 matchs en inscrivant deux buts en Ligue 1.

## Palmarès
WA Tlemcen
- Coupe d'Algérie :
  - Finaliste : 2007-08.